# Фаунтин Сити (Индијана)
Фаунтин Сити (енгл. Fountain City) град је у америчкој савезној држави Индијана.

## Демографија
По попису из 2010. године број становника је 796, што је 61 (8,3%) становника више него 2000. године.
| Група             | 2000.       | 2010.       |
| Белци             | 716 (97,4%) | 774 (97,2%) |
| Афроамериканци    | 5 (0,7%)    | 7 (0,9%)    |
| Азијати           | 2 (0,3%)    | 1 (0,1%)    |
| Хиспаноамериканци | 2 (0,3%)    | 1 (0,1%)    |
| Укупно            | 735         | 796         |